# Alicia de Larrocha

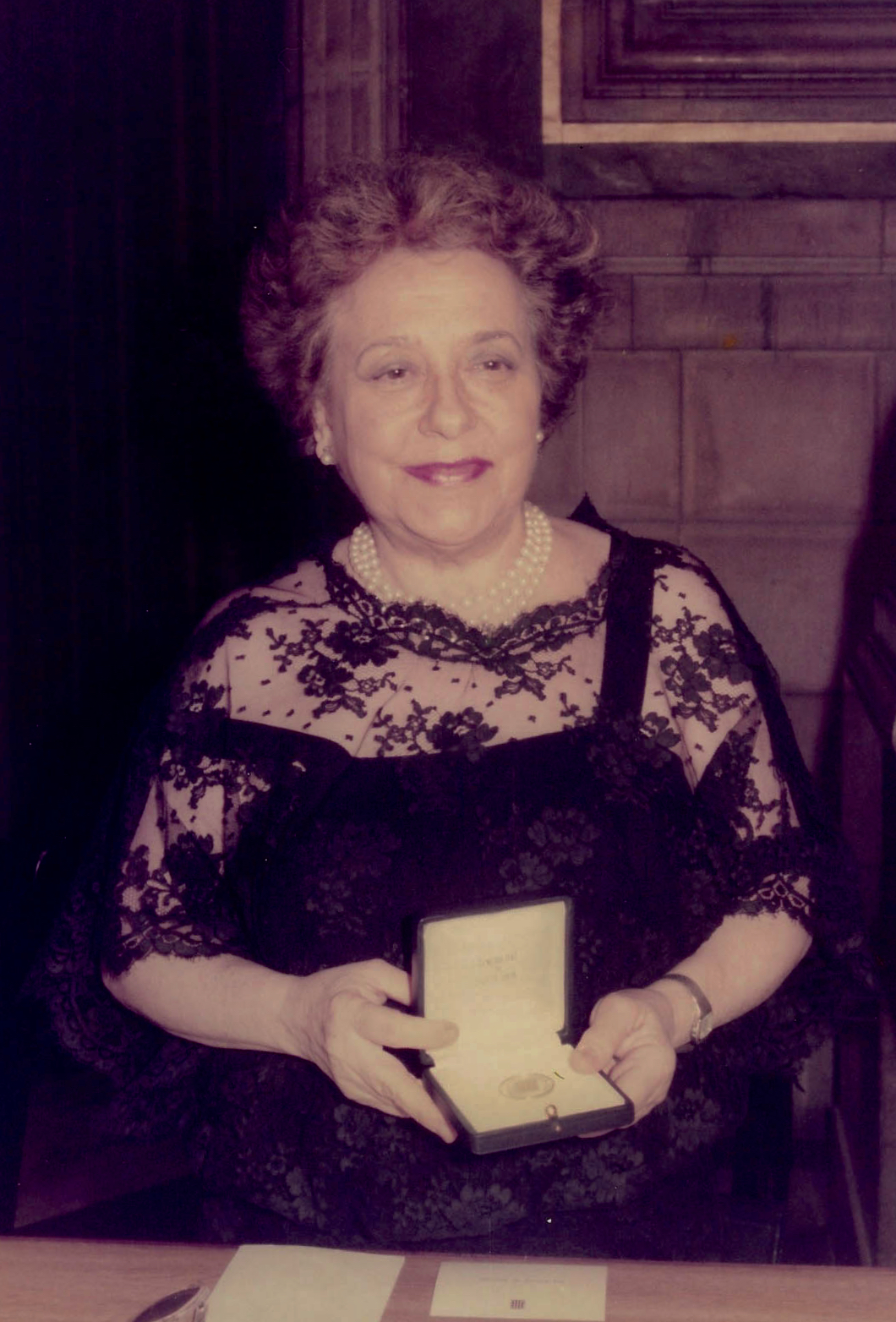
Alicia de Larrocha (1983)

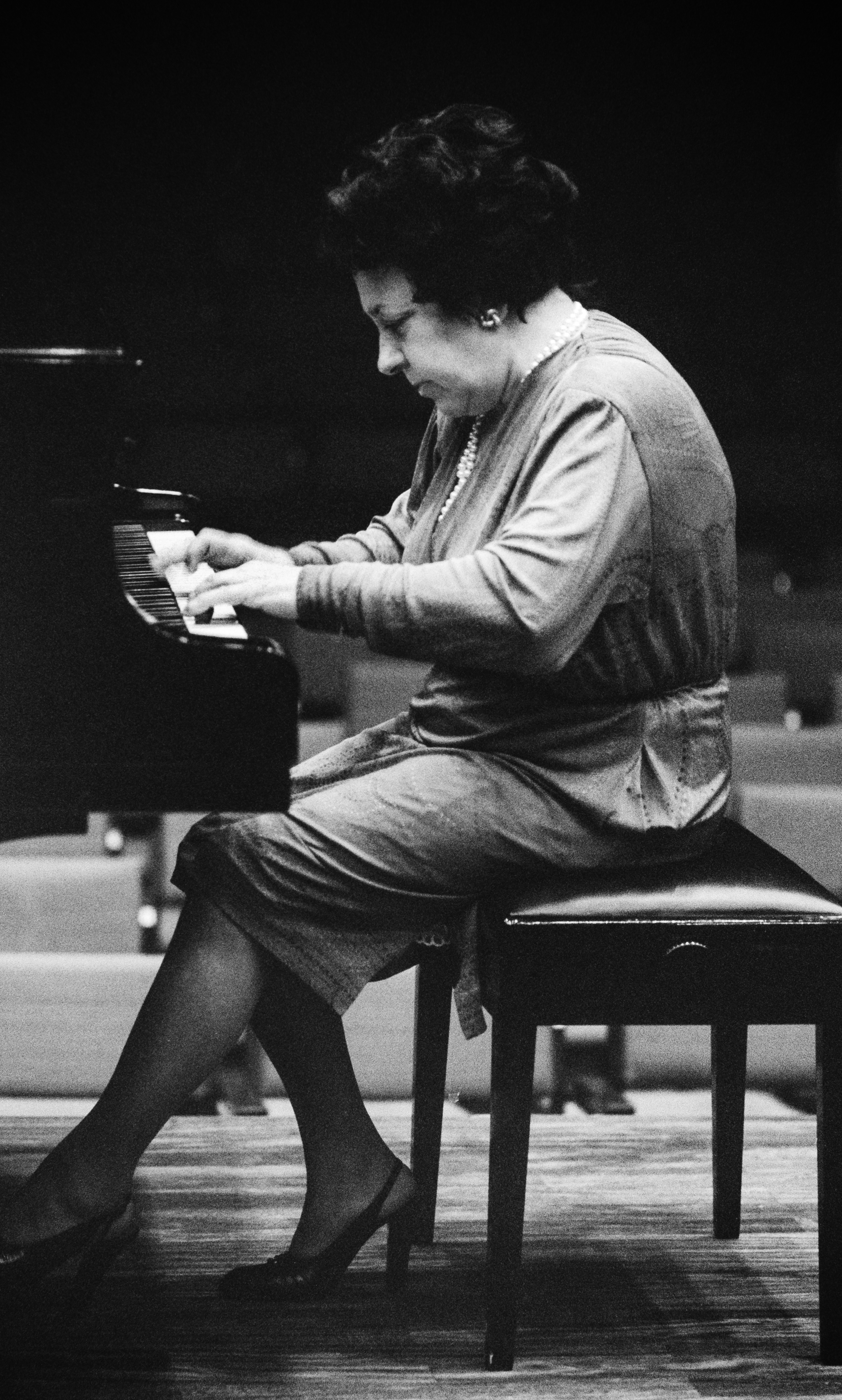
Alicia de Larrocha (1980)

Alicia de Larrocha i de la Calle (* 23. Mai 1923 in Barcelona; † 25. September 2009 ebenda) war eine spanische Pianistin. Als Klavierschülerin von Frank Marshall und nach dessen Tod 1959 als Leiterin des privaten Konservatoriums Acadèmia Marshall in Barcelona war Alicia de Larrocha eine der exponiertesten Vertreterinnen der Katalanischen Pianistenschule.

## Leben
De Larrocha erhielt bereits im Alter von drei Jahren Klavierunterricht bei Frank Marshall i King, einem Schüler von Enrique Granados. Sechsjährig trat sie zum ersten Mal öffentlich bei der Expo 1929 in Barcelona auf, fünf Jahre später folgte ihr Debüt mit Orchester. Seit 1947 unternahm sie internationale Tourneen und wurde eine der erfolgreichsten Pianistinnen ihrer Generation.
De Larrocha trat mit vielen bedeutenden Orchestern Europas, Israels, der USA, Lateinamerikas, Japans und Südasiens auf unter namhaften Dirigenten wie Eugen Jochum, Sir Simon Rattle, Rafael Frühbeck de Burgos, Giuseppe Sinopoli, Zubin Mehta und Kent Nagano. Sie arbeitete mit Musikern wie Victoria de los Angeles und Montserrat Caballé, dem Guarneri String Quartet und dem Tokyo String Quartet zusammen und führte mit Francis Poulenc dessen Konzert für zwei Klaviere auf. Federico Mompou, mit dem sie befreundet war, widmete ihr mehrere Werke.
Ihr Schwerpunkt lag auf dem klassischen und romantischen Repertoire, insbesondere Mozart und Schumann. Außerhalb Spaniens wurde sie vor allem als Spezialistin für Werke spanischer Komponisten wahrgenommen, u. a. von Padre Antonio Soler, Enrique Granados sowie dem gesamten Klavierwerk von Isaac Albéniz.
Seit 1975 erhielt sie drei Grammys, zwei Grands Prix du Disque und den Preis der deutschen Schallplattenkritik. 1985 erhielt sie den Premio Nacional de Música und 1994 den Premio Príncipe de Asturias de las Artes. Sie wurde 1988 Mitglied der Real Academia de Bellas Artes de San Fernando, und die University of Michigan verlieh ihr einen Ehrendoktortitel.
De Larrocha war seit 1950 mit dem spanischen Pianisten Juan Torra († 1982) verheiratet, der die beiden gemeinsamen Kinder Juan und Alicia betreute und das Konservatorium der Musikerin managte, um seiner Ehefrau eine internationale Karriere zu ermöglichen.